# Pumby (revista)
Pumby fue una revista de historieta española, editada por Editorial Valenciana entre 1955 y 1984, con un total de 1204 números. Aparte de las historietas del personaje homónimo de José Sanchis, acogió otras muchas series, bastantes de ellas con protagonismo animal, y dibujadas por la mayoría de autores de «Jaimito».
Popular y de buena calidad, «Pumby» acabó siendo el tebeo más importante del mercado infantil español, superando a «Hipo, Monito y Fifí» y «Yumbo» de Ediciones Cliper. Tal fue su éxito, que acabó generando otra publicación: Super Pumby (1959).

## Trayectoria editorial
La revista apareció en abril de 1955, con el subtítulo de Publicación Infantil. Tenía un formato de 26 x 18 cm., periodicidad quincenal, 19 páginas (la mitad a color) y un precio de 2 pesetas, lo que la convertía, en opinión del investigador Juan Antonio Ramírez, en una revista dirigida a la «clase media acomodada».
En sus primeros años, incluyó series como:
| Aparición | Números                            | Título                   | Autoría        | Procedencia |
| --------- | ---------------------------------- | ------------------------ | -------------- | ----------- |
| 1955      | 1, 30, 32, 211, 430, 436, 437, 677 | Pumby el gatito feliz    | José Sanchis   | "Jaimito"   |
| 1955      | 1                                  | Pulgarín                 | Karpa          |             |
| 1955      | 1                                  | Renato y Sapete          | Liceras        |             |
| 1955      | 1                                  | El gatito Tom            | Marten Toonder | Holandesa   |
| 1955      | 1                                  | Lanitas el pequeño osito | Marten Toonder | Holandesa   |
| 1955      | 1, 30                              | D. Jirafito              | José Sanchis   | "Jaimito"   |
| 1955      | 1, 30, 32, 211, 430, 436, 437, 677 | Caperucita Encarnada     | Edgar          |             |
| 1955      | , 30, 32, 211, 430, 436, 437, 677  | Becerrín y Monucho       | Palop          |             |
| 1955      | 15, 30, 211, 437, 677              | Trompy                   | Nin            |             |
| 1955      | 30                                 | Sim y Sam                |                |             |
| 1956      | 30, 32, 430, 437, 677              | Cangurito                | Karpa          |             |
| 1956      | 30                                 | Osito                    | Frejo          |             |
| 1956      | 32                                 | Lobito                   | Brocal Remohí  |             |

Ya en 1956 había subido su precio a 2,50 pesetas. El 29 de julio de 1958 adquirió periodicidad semanal. Poco a poco, fue incorporando nuevas series:
| Aparición | Números                 | Título                                 | Autoría                                     | Procedencia |  |
| --------- | ----------------------- | -------------------------------------- | ------------------------------------------- | ----------- |  |
| 1957      | 211                     | Perico Fantasías                       | Amorós, Arizmendi, Tortajada Liceras, Karpa | Nueva       |  |
| 1958      |                         | El pirata Malapata y su grumete Emilín | Gustavo Alcalde/Cruz Delgado                |             |  |
| 1959      | 100                     | La familia Conejil                     | Serafín                                     |             |  |
| 1959      | 115, 430, 436, 437, 677 | Payasete y Fu-Chinín                   | Palop                                       | "Jaimito"   |  |
| 1960      | 128, 677                | Peluca                                 | Sifré                                       |             |  |
| 1960      | 130                     | Centaurito                             | Rojas                                       |             |  |
| 1960      | 130                     | Aladino                                | Rojas                                       |             |  |
| 1960      | 145                     | Jimmy                                  | Karpa                                       |             |  |
| 1960      | 145                     | Coque y Quico                          |                                             |             |  |
| 1960      | 160                     | Ivanchito                              | Carbó                                       |             |  |
| 1961      | 190, 430, 436, 437, 677 | El corsario Barbudín                   | Grema                                       |             |  |
| 1961      | 211, 221                | Los tres Mosqueteros y medio           | Castillo                                    |             |  |
| 1962      | 235                     | Diávolo corsario de la reina           | Sbatella                                    |             |  |
| 1962      | 235, 430, 436           | Plumita                                | Cerdán                                      |             |  |
| 1961      | 250, 436, 437           | Biela                                  | Castillo                                    |             |  |
| 1963      | 295                     | Ricardín                               | José Sanchis                                |             |  |
| 1963      | 295                     | Selvita                                | Cerdán                                      |             |  |

A partir de su número 334, su subtítulo haría mención a los diferentes premios que la revista iba recibiendo, siendo Premio Nacional de Revista para Niños el de este primer caso.
| Aparición | Números       | Título                                      | Autoría | Procedencia |
| --------- | ------------- | ------------------------------------------- | ------- | ----------- |
| 1964      | 370           | La alegre tripulación del barquito Cascarón | Cerdán  |             |
| 1965      | 430, 436, 437 | Aventuras de Lobito Navy                    | Cerdán  |             |
| 1966      | 436, 460      | Simbad el marino                            | Karpa   |             |

A partir del número 461, de 1966, y hasta el 1203, se editó en un formato mayor de 28 x 21 cm. Aumentó también el colorido de sus páginas y su precio, seguramente en respuesta a la crisis del tebeo que entonces se vivía en España.
En 1973, su tirada semanal era de 40.000 ejemplares y dos años después, de 56.000.
| Aparición  | Números    | Título    | Autoría             | Procedencia |
| ---------- | ---------- | --------- | ------------------- | ----------- |
| 2/05/1970  | 655        | El corral | Lanzón              |             |
| 1972       |            | Tarzanete | Palop               |             |
| 24/12/1983 | 1185 y ss. | Héctor    | Chiqui de la Fuente |             |

Desapareció con su número 1204, de formato 26,5 x 18,5 cm., en noviembre de 1984.

## Premios
La revista obtuvo el Premio Nacional de Revistas para Niños en 1963, 1965 y 1975.

## Valoración
Para Juan Antonio Ramírez, «Pumby» fue una revista de calidad, capaz de plantar alternativa a la topoderosa Disney.